# 陈桥街道
陈桥街道，是中华人民共和国江苏省南通市崇川区下辖的一个乡镇级行政单位。

## 行政区划
陈桥街道下辖以下地区：
五里树村、陈桥村、陈桥北村、树北村、育爱村、集成村、河口村、长路村和葆华村。